# Heike Balck
Heike Balck (Schwerin, 19 augustus 1970) is een voormalige Duitse atlete, die zich had toegelegd op het hoogspringen. 

## Loopbaan
Balck kreeg internationale bekendheid, toen ze op haar specialiteit in 1989 bronzen medailles veroverde bij de wedstrijden om de Europa Cup en de Wereld Cup, beide keren met een sprong over 1,94 m, en in 1991 op de wereldindoorkampioenschappen. Haar persoonlijke record realiseerde ze in 1989 bij wedstrijden in Karl-Marx-Stadt, met een sprong van 2,01. Dit is ook het huidige jeugdwereldrecord, dat ze deelt met de Kazachse hoogspringster Olga Turchak, die deze hoogte drie jaar eerder dan Balck bereikte (1986). 
Balck stopte met de grote atletiekwedstrijden na de wereldkampioenschappen van 1997, waar ze bij het hoogspringen als tiende eindigde.

## Titels
- Oost-Duits kampioene hoogspringen - 1989, 1990
- Duits kampioene hoogspringen - 1994, 1997

## Persoonlijke record
Outdoor
| Prestatie    | Datum        | Plaats          |
| ------------ | ------------ | --------------- |
| 2,01 m (WJR) | 18 juni 1989 | Karl-Marx-Stadt |

## Palmares

### hoogspringen
- 1987:  EJK - 1,84 m
- 1988: 7e WJK
- 1989:  Europa Cup - 1,94 m
- 1989:  Wereld Cup - 1,94 m
- 1990: 5e EK - 1,89 m
- 1991:  WK indoor - 1,94 m
- 1991: 12e WK - 1,84 m
- 1994: 6e EK - 1,93 m
- 1997: 10e WK - 1,90 m